# Półautomatyczny przyrząd chemika zwiadowcy PPChR
Półautomatyczny przyrząd chemika zwiadowcy PPChR – radziecki przyrząd rozpoznania bojowych środków trujących  używany także w ludowym Wojsku Polskim.

## Charakterystyka przyrządu
Półautomatyczny przyrząd chemika zwiadowcy PPChR przeznaczony jest do wykrywania środków trujących typu sarin, soman, VX, fosgen, difosgen, cyjanowodór, chlorocyjan, iperyt w powietrzu oraz orientacyjnego określania środków trujących typu sarin, soman, iperyt. Przyrząd PPChR montowany był na samochodach opancerzonych BRDM-2rs bądź samochodach GAZ-69rs lub później UAZ-469rs.
Dane taktyczno-techniczne
- obsługa – 1 żołnierz (dowódca patrolu),
- czas przygotowania do pracy – 1 do 1,5 minuty[a],
- czas wykrywania środków trujących – 2 do 5 minut,
- masa przyrządu – 1,8 kg.

## Budowa przyrządu
W skład przyrządu wchodzą: 
- Pompka:

zasilana prądem elektrycznym z akumulatora samochodu o napięciu 12–13 V pompa przyrządu automatycznie przepompowywała powietrze przez rurki wskaźnikowe, a grzałka zamontowana w pompce podgrzewała przepompowane powietrze, co przyspieszało reakcje chemiczne zachodzące w rurkach wskaźnikowych. W praktyce nie można było posługiwać się przyrządem PPChR poza pojazdem.
- nasadka,
- kasety z rurkami wskaźnikowymi[b],
- 15 filtrów przeciwdymnych,
- 20 blankietów meldunkowych,
- zestaw części zapasowych,
- naczynie z olejem,
- instrukcja:
  - o wykrywaniu środków trujący typu sarin,
  - o posługiwaniu się przyrządem,
- książka obsługi technicznej.